# Adentro mío estoy bailando
Adentro mío estoy bailando es una película del género dramático y falso documental argentina de 2023 escrita y dirigida por Leandro Koch y Paloma Schachmann.
La película fue seleccionada para competir en el Festival Internacional de Cine de Berlín de 2023 en la sección Encuentros. A su vez fue elegida para competir en la sección Horizontes Latinos en el Festival de San Sebastián 2023.

## Sinopsis
Leandro es un frustrado cámara de bodas judío sin ningún interés por la religión de su familia. Pero cuando se enamora de Paloma, una clarinetista que toca klezmer, inventa un proyecto documental sobre la música klezmer para poder pasar tiempo con ella. La película le lleva por Europa del Este en busca de melodías klezmer perdidas que han sido salvaguardadas por los romaníes que vivieron junto a los judíos antes de la Segunda Guerra Mundial. 

## Reparto
- Leandro Koch como sí mismo
- Rebeca Yanover como sí misma
- Cesar Lerner como sí mismo
- Marcelo Moguilevsky como sí mismo
- Bob Cohen como sí mismo
- Ivan Popovych como sí mismo
- Simkhe Nemet como sí misma
- Vanya Lemen como sí misma

## Premios y nominaciones
| Premio/Festival de Cine                | Fecha del evento                         | Categoría                                  | Nominado                   | Resultado | Ref.  |
| -------------------------------------- | ---------------------------------------- | ------------------------------------------ | -------------------------- | --------- | ----- |
| Festival de Berlín                     | 15 de febrero al 25 de febrero de 2023   | Encuentros                                 | Adentro mío estoy bailando | Nominado  | [ 1 ] |
| Festival de Berlín                     | 15 de febrero al 25 de febrero de 2023   | Mejor ópera prima                          | Adentro mío estoy bailando | Ganador   |       |
| Festival de Mar del Plata              | 6 de noviembre a 11 de noviembre de 2023 | Competencia Argentina "Mejor Largometraje" | Adentro mío estoy bailando | Ganador   |       |
| Premios Sur                            | 26 de agosto de 2024                     | Mejor ópera prima                          | Adentro mío estoy bailando | Nominado  | [ 3 ] |
| Premios Sur                            | 26 de agosto de 2024                     | Mejor película documental                  | Adentro mío estoy bailando | Nominado  | [ 3 ] |
| Premios Martín Fierro de Cine y Series | 21 de octubre de 2024                    | Mejor ópera prima                          | Adentro mío estoy bailando | Nominado  | [ 4 ] |